# Versenkung (Theater)

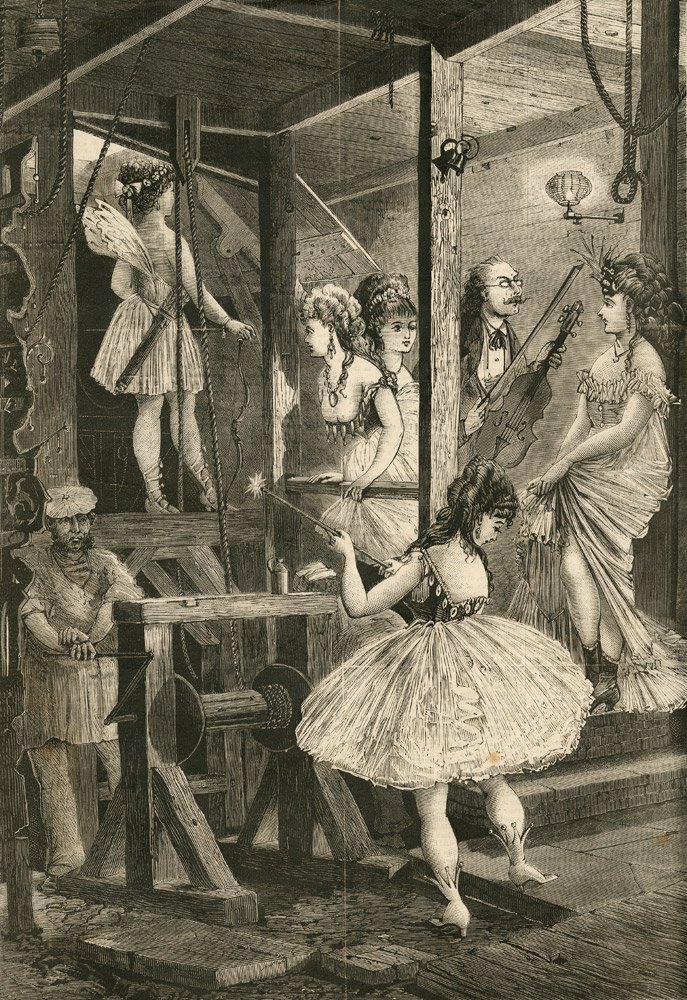
Eine Versenkung („star trap“) im England des späten 19. Jahrhunderts.

Versenkung wird in der Theatersprache eine Öffnung im Bühnenboden genannt, die unkonventionelle Auftritte und Abgänge von der Unterbühne aus oder das Erscheinen- und Verschwindenlassen von Requisiten ermöglicht. Auch Bühneneffekte wie Rauch oder das Rampenlicht werden manchmal mit Hilfe von Versenkungen realisiert. – Daher erklären sich die Redensarten „aus der Versenkung holen/zaubern“, „in der Versenkung verschwinden“.
Seit dem barocken Zauberspiel sind Versenkungen als Teil der Bühnenmaschinerie üblich. Im Unterschied zum Deus ex machina, der mit einer Hebemaschine von oben erscheint, kommen meist Hexen, Dämonen und ähnlich negativ besetzte Figuren aus der Versenkung.
Die Versenkung kann mit einem Hubboden ausgestattet sein, der sich in der Senkrechten bewegen lässt. Die maximal mögliche Versenkung wird oft als Maß einer Bühne angegeben. Da Versenkungen ein Sicherheitsrisiko für die Darsteller und Techniker bilden, gibt es heute strenge Vorschriften.